# Roy Stewart (cine mudo)
Roy Stewart (San Diego, 17 de octubre de 1883-Los Ángeles, 26 de abril de 1933) fue un actor cinematográfico de nacionalidad estadounidense, activo en la época del cine mudo, y que a lo largo de su carrera artística participó en 138 filmes estrenados entre 1915 y 1933.

## Biografía
Su nombre completo era John Roy Stewart, y nació en San Diego, California, siendo uno de los seis hijos de William Wallace Stewart e Isabella Ellen Ryan (los otros eran Charles, Harry, Kate, Molly y Belle).
Encontrándose de gira con las famosas Floradora Girls en los años 1910, Stewart entró en contacto por vez primera con el cine, haciendo en un principio papeles de carácter secundario. Sus primeros filmes fueron los cortometrajes Willie Runs the Park y Just Nuts, ambos producidos en 1915 por Rolin Films, y protagonizados por Harold Lloyd. Sin embargo, en 1915 tuvo la oportunidad de actuar en el serial The Diamond from the Sky, de American Film Company, haciendo un papel de reparto. Siguió con dicha productora, pasando en 1916 a Universal Pictures para actuar en el serial Liberty, A Daughter of the USA. Después de 1916 actuó para Triangle, protagonizando filmes como The Medicine Man (1917) y Paying His Debt (1918), entre otros.
Conocido por su encantadora sonrisa, demostró su valía interpretando papeles de héroe, y a lo largo de su carrera participó en más de un centenar de películas, entre ellas The Learnin' of Jim Benton (1917), Cactus Crandall (1918), que coescribió, y The Sagebrusher (1920), encarnando a personajes como Buffalo Bill en With Buffalo Bill on the U. P. Trail (1926), y Daniel Boone en Daniel Boone Thru the Wilderness (1926).
Aparte del género western, Stewart tuvo la oportunidad de actuar junto a las actrices Lillian Gish (House Built Upon Sand, en 1916), Bessie Love (A Daughter of the Poor, 1917) y Mary Pickford (Sparrows, 1926). 
Con la llegada del cine sonoro, Stewart fue relegado a papeles secundarios en cintas como King Kong (1933), pero continuó trabajando hasta el momento de su repentina muerte, ocurrida en 1933 a causa de un infarto agudo de miocardio en Los Ángeles, California, a los 49 años de edad. Fue enterrado en el Cementerio Mount Hope, en San Diego, California. Su último film había sido Fargo Express, estrenado en 1933, y en el cual actuaba Ken Maynard.

## Selección de su filmografía

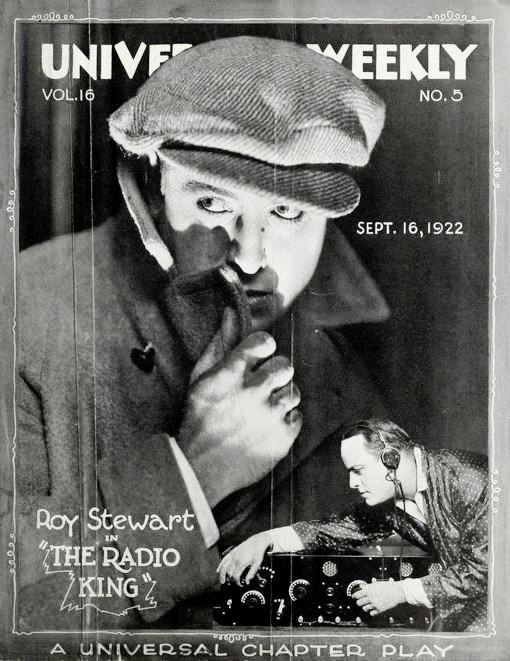
Roy Stewart en el serial The Radio King (1922)

- The Solution to the Mystery (1915)
- The Silver Lining (1915)
- The Substitute Minister (1915)
- The Wasp (1915)
- The Exile of Bar-K Ranch (1915)
- The Diamond from the Sky (1915)
- The Hungry Actors (1915)
- From Italy's Shores (1915)
- Just Nuts (1915)
- Willie Runs the Park (1915)
- The House Built Upon Sand (1916)
- Liberty (1916)
- The Bruiser (1916)
- The Craving (1916)
- The Smugglers of Santa Cruz (1916)
- The Thoroughbred (1916)
- The Other Side of the Door (1916)
- A Daughter of the Poor (1917)
- The Medicine Man (1917)
- The Westerners (1919)
- Just a Wife (1920)
- Prisoners of Love (1921)
- The Radio King (1922)
- Trimmed in Scarlet (1923)
- The Woman on the Jury (1924)
- Sundown (1924)
- With Buffalo Bill on the U. P. Trail (1926)
- General Custer at the Little Big Horn (1926)
- The Viking (1928)
- The Great Divide (1929)
- Rough Romance (1930)
- Born Reckless (1930)
- Come on Danger! (1932)
- King Kong (1933)
- Fargo Express (1933)